# Swinhoes fazant
Swinhoes fazant (Lophura swinhoii) is een vogel uit de familie fazantachtigen (Phasianidae). De wetenschappelijke naam van de soort is voor het eerst geldig gepubliceerd in 1863 door Gould.

## Voorkomen
De soort is endemisch in Taiwan.

## Beschermingsstatus
Op de Rode Lijst van de IUCN heeft de soort de status gevoelig.